# 挪威—越南关系
越南－挪威关系是指越南和挪威历史上与现代的雙邊關係，现代则多指越南社会主义共和国與挪威王国的外交关系。

## 政治交流

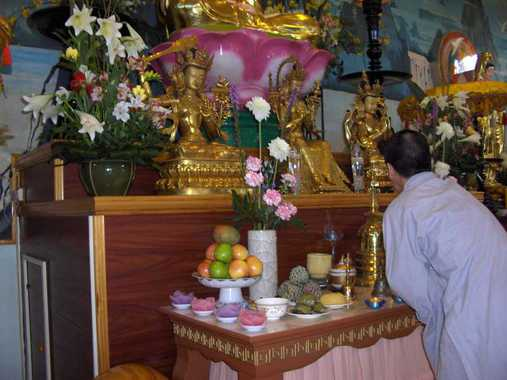
挪威一座由越南裔建造的寺庙

冷战初期，挪威仅承认越南共和国并与之建交，1962年8月27日，越南共和国在奥斯陆建立大使馆，但仅派遣临时代办，而常驻大使则位于波昂，两国的外交关系一直维持到1975年南越覆亡。
尽管挪威政府在越南战争初期曾经承认越南共和国，但挪威政府也反对美国对越南民主共和国（北越）的空袭行动，一些挪威非政府组织也曾给予北越人道主义援助。1971年11月15日，挪威議會表决同意政府承认北越，十天后，两国建立邦交，挪威也成为最早与北越建立邦交的西方国家之一。随后挪威开始通過位於北京的挪威駐華大使館處理双边外交事務，并开始提供人道主义援助。1973年，挪威諾貝爾委員會也決定当年的諾貝爾和平獎頒給越南共產黨中央組織部部长黎德寿，但黎德寿拒绝了这一奖项。
随着1976年越南统一，新成立的越南社会主义共和国继承了北越与挪威的邦交，越南总理范文同也在1977年第一次出访了挪威。不过在1980年，因为越南入侵民主柬埔寨、并禁止越南船民离开越南，挪威政府切断了对越南的援助，两国关系陷入低谷。
随着革新开放政策的实施，越南實行經濟改革，并对外开放，加强与包括挪威在内的西方国家的外交关系；越、挪雙邊關係得到了進一步發展。先是越南总理武文杰于1995年访问挪威，挪威政府也于1996年开放了在河内的大使馆，1997年，挪威首相格罗·哈莱姆·布伦特兰更出访了越南，开启了双边互访。
2010年6月，越南副总理黄忠海出访挪威，期间，他出席了越南驻挪威大使馆的开张典礼，这也是该馆自1982年关闭后再度启用，越南政府也表示，大使馆的开设将进一步密切该国与挪威在政治、外交、经济、文化等领域以及旅挪越侨的联系。2013年，挪威与東協签署《東南亞友好合作條約》，挪威外交部长埃斯彭·巴尔斯·艾德也指出，加入該條約將有助於挪威加強與包越南在內的東協諸國的長期密切關係和其在多個領域合作的承諾。两国也通过東協－挪威行业对话伙伴关系框架等多边机制深化了邦谊。

## 经贸交流
越南与挪威同为国土狭长、海岸线漫长、海洋资源丰富的国家；而挪威在油气工业、造船、海运工业、水产捕捞养殖和加工等产业上实力强劲，两国在这些领域享有良好的合作关系，革新开放以来，两国经贸关系也取得了一些积极进展；越南駐瑞典大使館的商务处也兼辖该国对挪威的商贸资讯业务。
据經濟複雜性研究中心统计，2020年，越、挪双边贸易额达到约9.3亿美元，其中越南出口6.94亿美元，优势出口产品有服装等纺织品、鞋类、腰果、木材及其制品及塑胶制品等；而挪威出口2.36亿美元，主要产品有鱼类、机械及化工产品等。两国于1995年签署的避免双重征税及防止偷漏税协议、1997年的经贸合作协议及2021年的加強和發展海水養殖業合作意向書等条约，为两国经贸合作的进一步发展提供了法理依据。此外，越南政府还有兴趣与包括挪威在内的欧洲自由贸易联盟签署自由贸易协定；越南政府也致力於吸引挪威投資，截至2020年，已经有40家挪威企业在越南开展投资活动。

## 人文交流

### 旅行与簽證

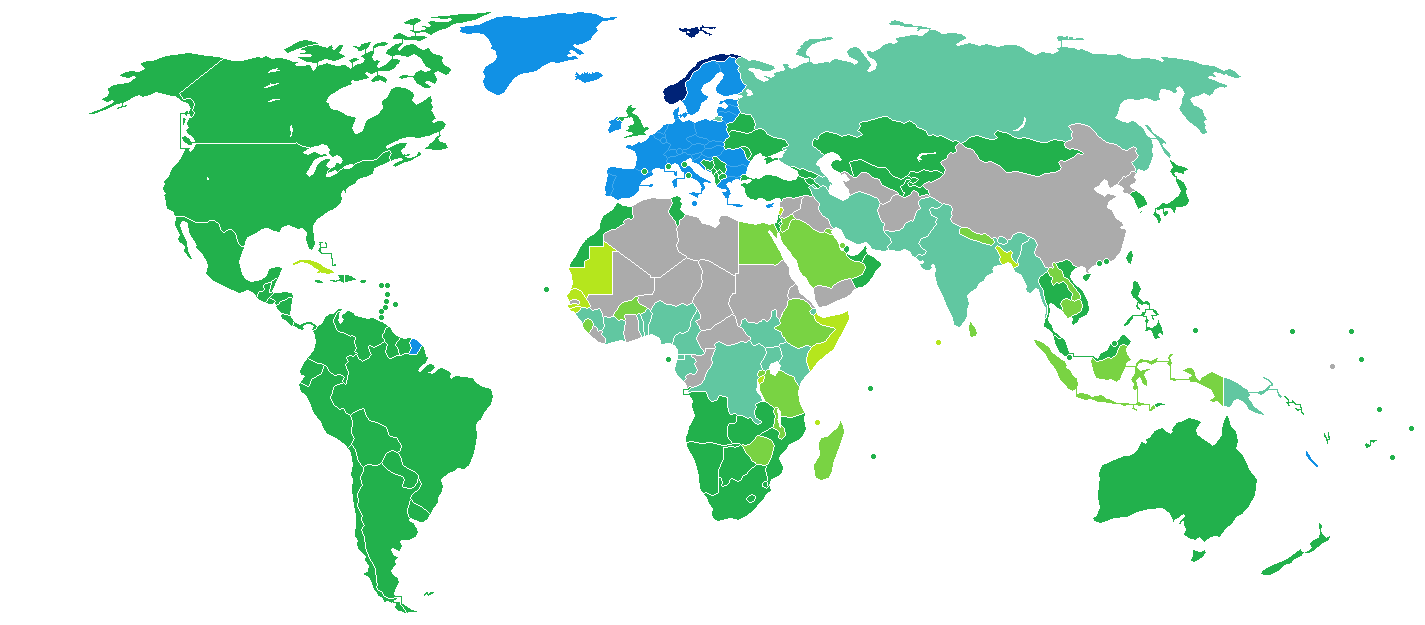
持挪威護照的挪威公民簽證要求分布圖：入境越南可以免簽證。

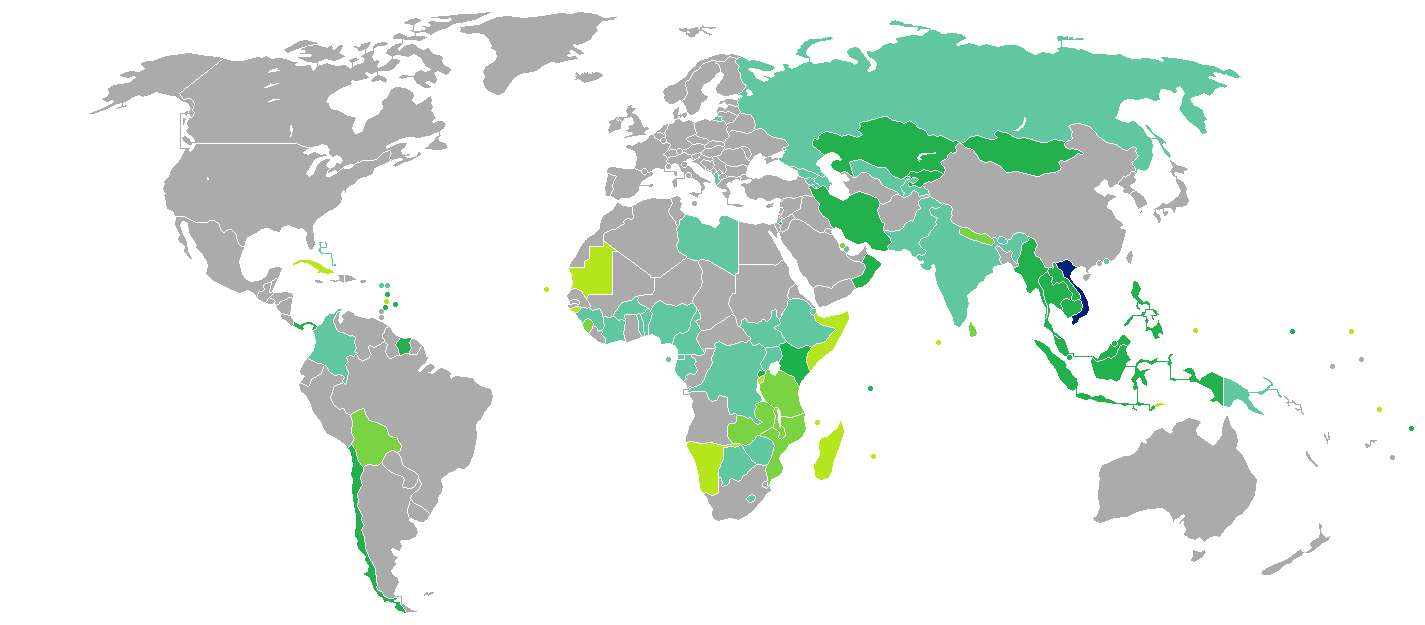
持越南護照的越南公民簽證要求分布圖：入境挪威必须申请签证。

基于促进本国旅游业的发展的需要，越南政府单方面给予持挪威護照的挪威公民免签证入境待遇，可停留最多15天。自2023年7月起，免签证停留日数由15天延长至45天。而越南公民则必须提前申请签证方可入境挪威。

### 侨民
在越南战争结束后，一些越南人逃离了被共产主义政权占领的南越，沦为越南船民，挪威政府也在1975年至1990年間接受了不少难民，他们被挪威政府安置在各地，并得到了政府救济与就业辅导，以帮助他们融入挪威社会。经过多年的生活，这些越裔大都較好地融入了挪威社會，拥有稳定的工作，收入也相较于其他国家的移民高。截至2019年，挪威已经有超过20,000名越南裔定居，挪威也因此成为拥有越侨最多的北欧国家。2011年，旅居挪威越南人协会成立，越南驻挪威大使馆也时常举办活动，与当地越侨加强交流。

### 艺文与教育
在教育培訓方面，挪威通过國際學生獎學金計劃為成绩优异的越南學生提供獎學金，以资助他们在挪威的大学接受深造；挪威也为芽莊大學、越南农业学院、河内理工大学等多所越南大學、研究所的研究人員提供了培訓，以帮助越南提高科研水平。挪威工商联合会等组织也曾向越南分享挪威职业培训模式的经验，并得到了越方的积极反响。在艺文领域，越南驻挪威大使馆也时常与越南国内的一些文艺团体，以及泰國、缅甸、印尼、菲律宾等東協國家派駐在挪威的外交代表机构合作，參加在挪威舉辦的文化沙龍，以推廣東南亞文化。